# آیوی (ویرجینیا)
آیوی (به انگلیسی: Ivy) یک منطقهٔ مسکونی در ایالات متحده آمریکا است که در شهرستان البمارل، ویرجینیا واقع شده‌است. آیوی ۹۰۵ نفر جمعیت دارد و ۱۵۹٫۱۱ متر بالاتر از سطح دریا واقع شده‌است.